# Stefan Balmazović
Stefan Balmazović (in serbo Стефан Балмазовић?; Ivanjica, 28 maggio 1989) è un cestista serbo.